# Dwight Gustafson

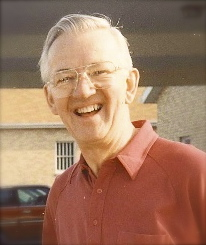
Dwight Gustafson.

Dwight Leonard Gustafson (20 de abril de 1930 - 28 de enero de 2014) fue un compositor, director de orquesta, y decano de la Escuela de Bellas Artes de la Universidad Bob Jones.

## Biografía
Gustafson nació en Seattle, Washington, su padre era un vendedor de carne y predicador laico y su madre era pianista y arpista. A pesar de la formación temprana de violín que tuvo, Gustafson se sintió atraído por una carrera en el arte y el diseño. En su segundo año en la Universidad Bob Jones, se le pidió hacer bocetos para una producción de Cyrano de Bergerac y terminó diseñando los decorados. En 1954, poco antes de graduarse de la Universidad de Bob Jones, con una maestría en música, él se quedó atónito que se le pregunte por el entonces presidente, Bob Jones, Jr., para convertirse en decano de la Escuela de Bellas Artes. Gustafson tenía 24 años. Con el tiempo también obtuvo una D. Mus. en composición de la Universidad Estatal de Florida, y en 1960, fue seleccionado como uno de los diez jóvenes conductores para estudiar en la Escuela de Música de Aspen.
Gustafson rápidamente demostró ser un administrador competente, que llevó a su posición un conocimiento práctico del arte, la música y el teatro. También realizó con regularidad coros del campus y la Orquesta Sinfónica de Bob Jones, especialmente en sus producciones anuales de ópera. Sin embargo, fuera de los círculos fundamentalistas, es más conocido por sus composiciones y arreglos, que incluyen más de 160 obras, entre ellas cinco de películas, un cuarteto de cuerda, y numerosas composiciones extendidas para coro y orquesta, incluyendo Three Psalms for Chorus and Orchestra (1989) y Words of Passion and Resurrection (2002). Las principales obras orquestales, entre las que se incluyen Encounters (un concierto para violín) y "Fantasia for a Celebration", que fue encargado en 1999, por el Williamsburg (VA) Symphonia como parte de la celebración de los 300 años de la ciudad. En diciembre de 2006, Gustafson estrenó una ópera en un acto, Simeon, por la bendición dada por Simeón el Justo al niño Jesús (Lucas 2: 25-35).